# Chiesa di Sant'Andrea Apostolo (Giuncugnano)
La chiesa di Sant'Andrea Apostolo è un edificio sacro che si trova in località Magliano in Garfagnana in provincia di Lucca.

## Storia e descrizione
La vicenda costruttiva dell'edificio, iniziata nel XII secolo, si prolunga fino ai giorni nostri, coinvolgendo anche la facciata. L'interno, a croce greca e con volta a padiglione, era stato completamente modificato nel corso del Settecento, epoca cui appartengono il fonte battesimale, gli altari e la decorazione del soffitto, eseguita da Giuseppe Morelli nel 1739, in cui è raffigurato il Martirio di Sant'Andrea e i Quattro Evangelisti.